# Joseph Pierre Richard
Pour les articles homonymes, voir Richard.
Joseph Pierre Richard, né le 24 août 1771 à Paris, mort le 22 mai 1809 à la bataille d’Essling (Autriche), est un militaire français de la Révolution et de l’Empire.

## États de service
Il entre en service le 14 juillet 1789, dans la garde nationale parisienne non soldée, y devient sergent le 1er août 1790, et sous-lieutenant le 1er août 1792. Le 23 août 1793, il s’enrôle comme simple soldat dans le 6e bataillon de volontaires de Paris, et part immédiatement pour l’armée des Ardennes. Il est élu capitaine le 20 septembre suivant, et il sert en cette qualité jusqu’au 28 avril 1794, époque à laquelle il redevient soldat conformément à la loi du 22 novembre 1793. 
De l’an II à l’an IX, il fait les campagnes de la Révolution aux armées de la Moselle, de Sambre-et-Meuse, du Nord, d’Allemagne, d’Angleterre et du Rhin. Passé à la 181e demi-brigade de bataille, il est nommé adjoint à l’état-major de l’armée de Sambre-et-Meuse, avec rang de sous-lieutenant le 21 août 1794. Il est promu lieutenant à la 181e demi-brigade, attaché à l’état-major en qualité d’adjoint aux adjudants-généraux le 6 avril 1795. Il reçoit son brevet de capitaine le 8 octobre 1796, et conserve ses fonctions.
Le 6 avril 1800, il devient adjoint à l’état-major général de l’armée du Rhin, et il est nommé chef de bataillon le 20 juillet 1800. Le 12 octobre suivant, il est envoyé à la 110e demi-brigade de ligne, puis il passe le 26 mai 1803, à la suite du 55e régiment d’infanterie de ligne, et y devient titulaire le 15 juillet 1803. En l’an XII et en l’an XIII, il fait partie des troupes du camp de Saint-Omer, et il est nommé major du 43e régiment d’infanterie le 12 novembre 1803. Il est fait chevalier de la Légion d’honneur le 25 mars 1804.
Il est promu au grade de colonel le 10 février 1807, au 46e régiment d’infanterie de ligne, et il fait à la tête de ce corps les campagnes de Prusse et de Pologne. Sa conduite pendant cette guerre, lui vaut la croix d’officier de la Légion d’honneur le 11 juillet 1807. En 1808, il est attaché au corps d’observation en Allemagne, et il est créé baron de l’Empire le 2 août 1808. Employé à la Grande Armée pour la campagne d’Allemagne de 1809, il périt glorieusement le 22 mai 1809, sur le champ de bataille d’Essling.

## Dotation
- Dotation de 4 000 francs de rente annuelle sur les biens réservés en Westphalie le 17 mars 1808.

## Armoiries
| Figure | Nom du baron et blasonnement |
| ------ | --- |
|        | Armes du baron Joseph Pierre Richard et de l'Empire, décret du 17 mars 1808, lettres patentes du 2 août 1808, officier de la Légion d'honneur De gueules; à la croix ancrée alaisée d'hermines, accostée en chef à dextre d'un croissant de même, quartier des barons militaires brochant sur la croix. Livrées : rouge, blanc, noir, bleu. |

## Sources
- A. Lievyns, Jean Maurice Verdot, Pierre Bégat, Fastes de la Légion-d'honneur, biographie de tous les décorés accompagnée de l'histoire législative et réglementaire de l'ordre, Tome 4, Bureau de l’administration, 1844, 640 p. (lire en ligne), p. 412.
- « Cote LH/2322/74 », base Léonore, ministère français de la Culture
- « La noblesse d’Empire » (consulté le 3 août 2017)
- Vicomte Révérend, Armorial du premier empire, tome 4, Honoré Champion, libraire, Paris, 1897, p. 138.
- Danielle Quintin et Bernard Quintin, Dictionnaires des colonels de Napoléon, S.P.M., 2013, 978 p. (ISBN 978-2-296-53887-0, lire en ligne)